# Син-эрибам
Син-эрибам (DEN.ZU-i-ri-ba-am, букв. «Син прибавил мне [сына]») — царь Ларсы, правил приблизительно в 1843 — 1841 годах до н. э.
Син-эрибам был, по-видимому, братом Син-иддинама. В его правление могущество Ларсы сильно ослабло.
Правил Син-эрибам 2 года.

## Список датировочных формул Син-эрибама
|                            | |
| 1 год 1843 / 1842 до н. э. | Год, когда Син-эрибам [стал] царём mu den.zu-e-ri-ba-am lugal                                                                           |
| 2 год 1842 / 1841 до н. э. | Год, когда [Син-эрибам] приподнёс большую медную статую в храм Нанны mu den.zu-e-ri-ba-am urudualan gu-la e2-dnanna-sze3 i-ni-in-ku4-re |